# Nycteribia exacuta
Nycteribia exacuta är en tvåvingeart som beskrevs av Oskar Theodor 1957. Nycteribia exacuta ingår i släktet Nycteribia och familjen lusflugor.
Artens utbredningsområde är Guinea. Inga underarter finns listade i Catalogue of Life.